# Promecotheca varipes
Promecotheca varipes es una especie de insecto coleóptero de la familia Chrysomelidae.
Fue descrita científicamente en 1858 por Joseph Sugar Baly.